# لودویگ هرمان
لودویگ هرمان (انگلیسی: Ludwig Hörmann; ۶ سپتامبر ۱۹۱۸ – ۱۹ ژوئن ۲۰۰۱) دوچرخه‌سوار اهل آلمان بود.